# Rue Charles-Cros
La rue Charles-Cros est une voie du 20e arrondissement de Paris, en France.

## Situation et accès
La rue Charles-Cros est une voie publique située dans le 20e arrondissement de Paris. Elle débute au 162, boulevard Mortier et se termine rue des Glaïeuls.

## Origine du nom

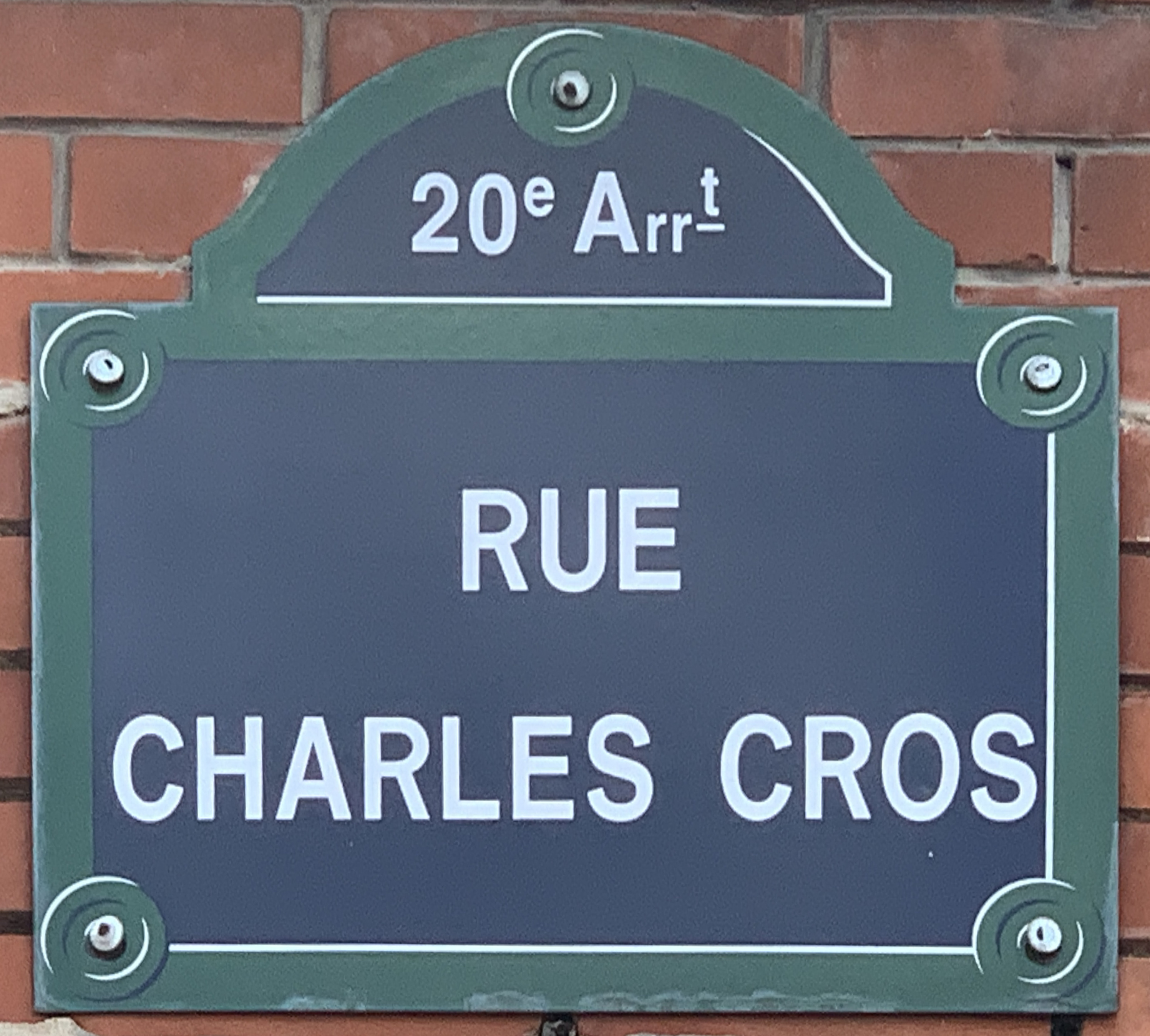
Plaque de la rue.

La rue porte le nom de Charles Cros (1842-1888), poète et inventeur français.

## Historique
La voie a été ouverte sous sa dénomination actuelle par la Ville de Paris par un arrêté du 11 février 1932 sur l'emplacement du bastion no 18 de l'enceinte de Thiers.